# Saltator à tête noire
Espèce
Statut de conservation UICN

 LC  : Préoccupation mineure
Le Saltator à tête noire (Saltator atriceps) est une espèce d'oiseaux de la famille des Thraupidae.

## Description
Cet oiseau mesure environ 24 cm de longueur pour une masse de 63 à 116 g. Il présente une coloration verte sur le dos, les ailes et le dessus de la queue. La poitrine et le ventre sont gris pâle. La tête est grise et noire avec une bavette et des sourcils blancs.

## Répartition
Son aire s'étend du sud du Mexique à travers l'Amérique centrale.

## Habitat
Cet oiseau peuple les forêts sèches, les forêts humides de plaine et de montagne, les sites forestiers dégradés et les plantations.

## Sous-espèces
D'après la classification de référence (version 3.5, 2013) du Congrès ornithologique international (ordre phylogénique), cet oiseau est représenté par six sous-espèces :
- Saltator atriceps atriceps (Lesson, R, 1832) ;
- Saltator atriceps suffuscus Wetmore, 1942 ;
- Saltator atriceps flavicrissus Griscom, 1937 ;
- Saltator atriceps peeti Brodkorb, 1940 ;
- Saltator atriceps raptor (Cabot, S, 1845) ;
- Saltator atriceps lacertosus Bangs, 1900.